# 데브 그리어
댑스 그리어(Dabbs Greer, 1917년 4월 2일 ~ 2007년 4월 28일)는 미국의 배우이다.

## 출연 작품
- 그린 마일 (1999년)
- 콘 에어 (1997년)
- 리틀 자이언트 (1994년)
- 하우스 4 (1992년)
- 뱀파이어의 일몰 (1990년)
- 퍼시픽 하이츠 (1990년)
- 투 문 정션 (1988년)
- 사고뭉치 첩보원 (1981년)
- 화이트 라이팅 (1973년)
- 경찰 초년병 (1972년)
- 셰넌도어 (1965년)
- 카니발 (1964년)
- 제3의 눈 (1963년)
- 건 힐의 결투 (1959년)
- 엣지 오브 이터너티 (1959년)
- 잇! 더 테러 프롬 비욘드 스페이스 (1958년)
- 나는 살고 싶다 (1958년)
- 자이언트 크로 (1957년)
- 더 뱀파이어 (1957년)
- 마이 맨 갓프리 (1957년)
- 바디 페이스 넬슨 (1957년)
- 저것이 파리의 등불이다 (1957년)
- 디데이 (1956년)
- 미트 미 인 라스 베가스 (1956년)
- Hot Rod Girl (1956)
- 외계의 침입자 (1956년)
- 세븐 리틀 포이스 (1955년)
- 히트 더 덱 (1955년)
- 애너폴리스 스토리 (1955년)
- 창공에 지다 (1955년)
- 럭키 미 (1954년)
- 라이오트 인 셀 블락 11 (1954년)
- 프라이빗 헬 36 (1954년)
- 리빙 잇 업 (1954년)
- 로즈 마리 (1954년)
- 테이크 더 하이 그라운드! (1953년)
- 차이나 벤처 (1953년)
- 밀랍의 집 (1953년)
- 트러블 어롱 더 웨이 (1953년)
- 데드라인 - U.S.A. (1952년)
- 몽키 비지니스 (1952년)
- 백만달러 인어 (1952년)
- 배드 앤 뷰티 (1952년)
- 파더스 리틀 디버덴드 (1951년) - 그린 캡 택시 드라이버 역
- 스톰 워닝 (1951년)
- 지옥문을 열어라 (1950년)

### 텔레비전
- 딕 트레이시 - 1950년 시리즈 (1950)
- 달려라 래시 (1954-65)
- 딜론 보안관 (1956-74)
- Trackdown (1957-58)
- Walt Disney Presents (1958-59)
- 페리 메이슨 (1958-66)
- The Many Loves of Dobie Gillis (1960)
- 앤디 그리피스 쇼 (1961-65)
- 보난자 (1961-71)
- 도망자 (1963-67)
- 페이튼 플레이스 (1965)
- FBI (1966-73)
- 고머 파일, U.S.M.C. (1965-67)
- 매닉스 (1967-69)
- 서부를 향해 달려라 (1968)
- 아이언사이드 (1969-73)
- 초원의 집  (1974-83)
- 샌프란시스코 수사반 (1976)
- 미녀 삼총사 (1981)
- 로잔느 아줌마 (1989)
- L.A. 로 (1991)
- 피켓 펜스 (1992-96) - 헨리 노보트니 목사 역
- 이야기 도시 (2000)
- 닥터 슬론 (2001)